# Geschiedenis van de Verenigde Arabische Emiraten

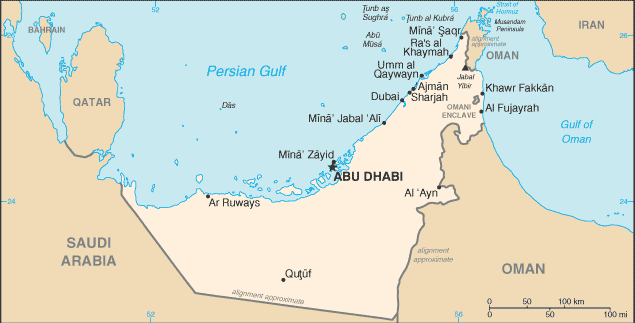
Kaart van de Verenigde Arabische Emiraten

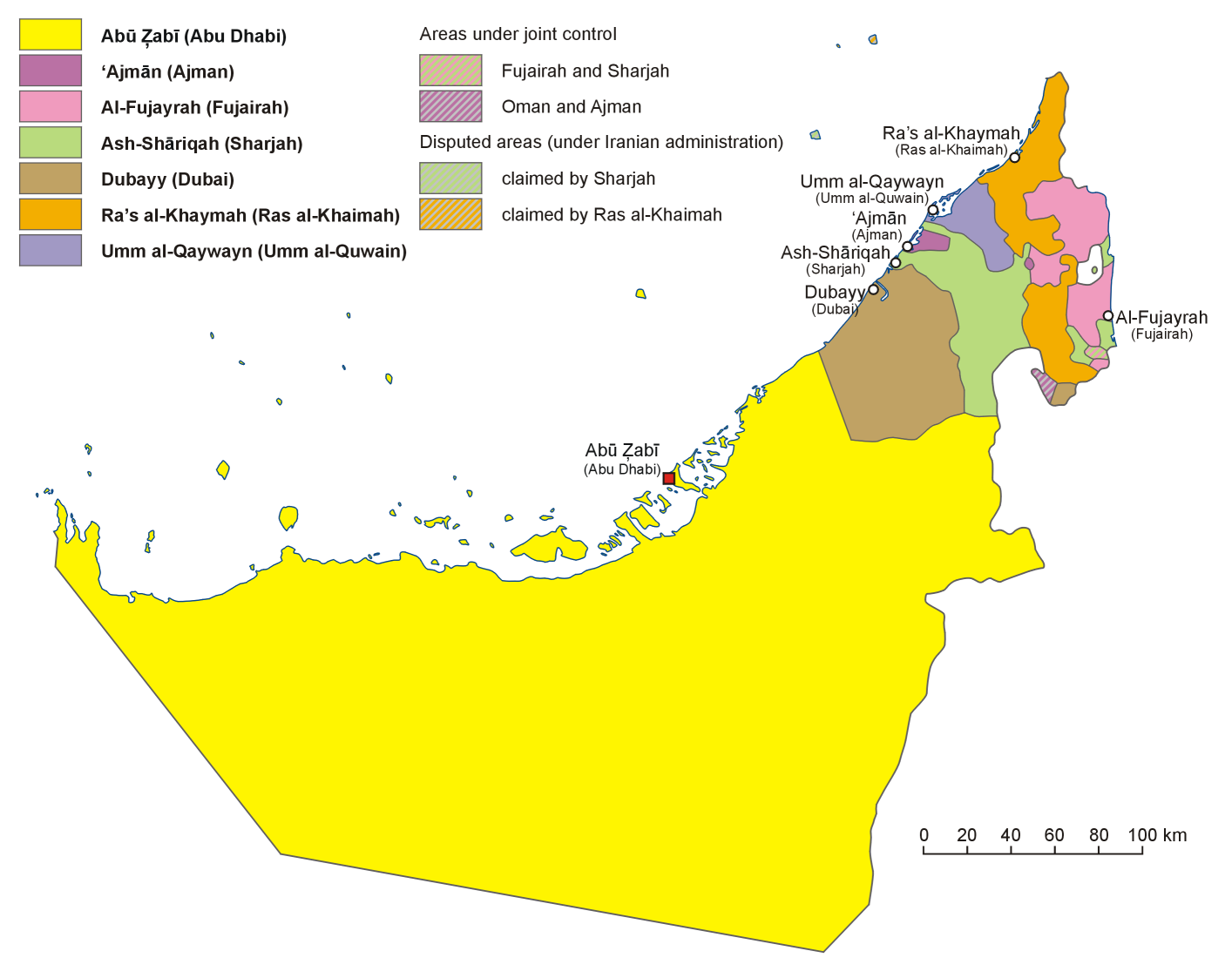
Kaart van de Verenigde Arabische Emiraten

Dit artikel gaat over de geschiedenis van de Verenigde Arabische Emiraten.

## Vroegste tijden
Al in het vijfde millennium voor Christus waren er bloeiende handelsrelaties tussen de gebieden rond de Perzische Golf. Aardewerk uit Mesopotamië dat zich langs heel de Perzische Golf heeft verspreid is hier het bewijs van. In diezelfde periode worden verschillende nomadenstammen in Oost-Arabië (het huidige Oman en de Verenigde Arabische Emiraten) sedentair. Op dat moment was het klimaat zachter en vochtiger dan nu, zodat akkerbouw en veeteelt mogelijk werden.

## Umm an Nar-periode
Het begin van het derde millennium voor Christus omvatte de Umm an-Nar-periode. Deze is genoemd naar het gelijknamig eiland bij Abu Dhabi, waar voor het eerst vondsten uit die tijd aan het licht kwamen. De architectuur kenmerkte zich door grote versterkte torens (met een doorsnede van 16 à 25 m), onder andere teruggevonden in Hili, Bidiya, Kalba en Tell Abraq. Deze bouwstijl kwam veelvuldig voor in de regio rond de Perzische Golf.

## Magan
Op Mesopotamische schrifttabletten uit het tweede millennium (2 ka) voor Christus staat Oost-Arabië vermeld als Magan of Makkan. Dit gebied was hoofdzakelijk bekend door de grondstoffen: koper, maar ook hout, parels, kalksteen en dioriet. Onderzoek wees uit dat veel koperen voorwerpen uit Mesopotamië afkomstig waren van het Hajjargebergte.
Vanaf een bepaald moment in het tweede millennium voor Christus verdwijnt Magan en de koperhandel uit de geschreven bronnen. Waarschijnlijk dolven Magan en Dilmun (het huidige Bahrein, ook een koperproducent) het onderspit tegen de grote concurrentie uit Cyprus. De torens uit de vorige periode worden, na enige aanpassingen, opnieuw gebruikt. Lange, gedeeltelijk ondergrondse, gemeenschappelijke graven geven ook een duidelijk beeld van deze periode.
Nieuwe wapens, waaronder lange zwaarden, pijlen en bogen deden hun intrede. Verfijnde sieraden, vervaardigd uit goud of barnsteen, waren ook technische hoogstandjes voor die tijd. Ook uit deze periode zijn er tekenen gevonden van contacten met andere gebieden rond de Golf.
Het klimaat onderging een grote verandering; het werd droger. Mensen schakelden weer over op een nomadische levensstijl, wat door de domesticatie van de dromedaris vergemakkelijkt werd. Door de klimaatsverandering, waren de bewoners in het binnenland volledig afhankelijk van water. De invoering van het ingenieuze ‘’falaj-systeem’’ bood hier de oplossing. Dit systeem is hoogstwaarschijnlijk door de Perzen ingevoerd.

## Perzische invloedssfeer
In de Achaemenidische tijd verstevigden de Perzische koningen hun greep op Oost-Arabië. Rond 563 v.C., onder koning Cyrus II van Perzië, maakte Oost-Arabië deel uit van de provincie Maka (Magan). Tot aan de islamisering in de 7e eeuw na Christus bleven Oman en de V.A.E. in de macht van de Perzen, onder de dynastieën van de Parthen en de Sassaniden.
Tijdens de veroveringen van Alexander de Grote (356-323 v.C.) herleefde de internationale handel. De regio rond de Golf speelde door haar strategische ligging een cruciale rol bij de handel tussen oost (China en India) en west (Rome en Griekenland).
Het was een tijd van welvaart en steden en havens kwamen tot ontwikkeling. Zo dateert ook de oudste inscriptie uit de Verenigde Arabische Emiraten uit deze periode.

## Na Rome, vóór de islam
De periode tussen de 3e eeuw n.C. en de opkomst van de islam (7e eeuw) is vrij duister. De Sassaniden (224-651 n.C.), de opvolgers van de Parthen, oefenden een grote invloed uit op Oost-Arabië. Desondanks is het archeologisch bewijsmateriaal uit deze periode erg schaars.
Tussen de eerste en zesde eeuw n.C. emigreerden Arabische stammen, zoals de Azdstammen, naar Oost-Arabië en vestigden zich in Oman. Bij Nizwa kwam het tot gevechten tegen de Sassaniden, die ze versloegen. De Arabieren domineerden de gebieden ten zuiden van het Hajjargebergte. Ze versterkten hun positie geleidelijk en wisten de Perzen tot Sohar terug te drijven.

## Islam

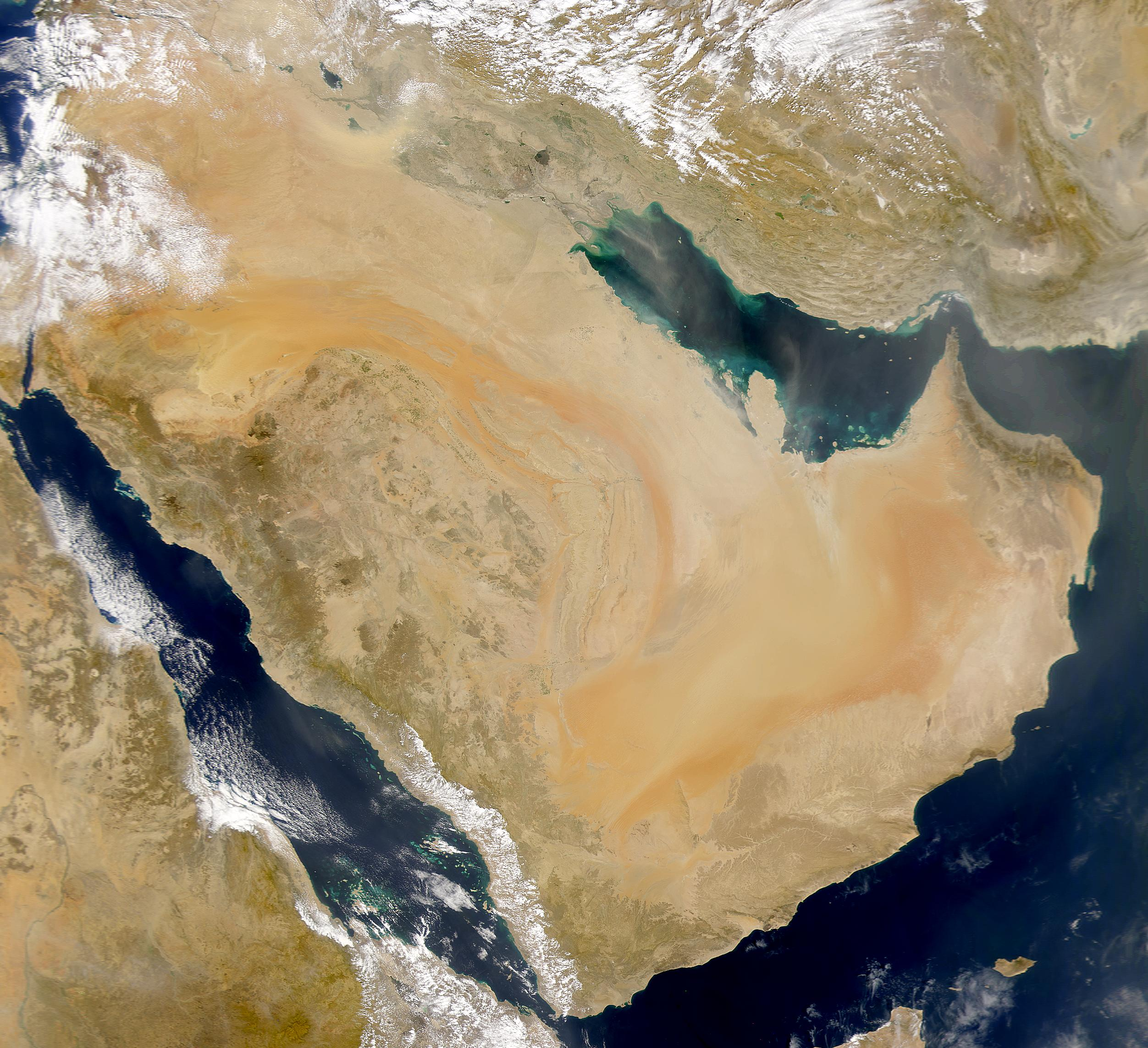
Het Arabisch schiereiland

De profeet Mohammed slaagde erin bijna heel het Arabisch schiereiland tot de islam te bekeren. In 630 lieten de Arabieren in Oman (Julandi-dynastie) zich bekeren.
In heel de islamitische wereld volgde een woelige periode, doordat er onenigheden waren rond de opvolging van Mohammed. In Dibba (grondgebied ligt nu verspreid over Oman en de V.A.E.) barstte een bloedige strijd los tussen het islamitische leger van kalief Abu Bakr en lokale stammen, gegroepeerd rond een vermeende nieuwe profeet Dhu’t Taj Lakit. Tienduizenden mensen stierven in deze veldslag.
De Emiraten maakten deel uit van het reusachtige rijk van de Omajjaden van Damascus (661-750). Hierna behoorde het gebied toe aan de opvolgers van de Omajjaden, de Abbassiden die vanuit Bagdad regeerden.
Pas in de negende eeuw kwam de regio weer tot bloei, door de handel met Indië, China en Oost-Afrika. Vanaf de elfde eeuw trad er verval op, doordat de kustgebieden herhaaldelijk door vreemde volkeren overheerst werden, onder andere door de sjiitische Buyiden en de soennitische Seltsjoeken.

## Portugezen
Op het einde van de vijftiende eeuw ontdekten de Portugezen de zeeroute naar het oosten via Kaap de Goede Hoop. Ze bereikten de machtige havensteden van Oost-Arabië, bouwden al snel een wereldimperium op en beheersten de zeehandel naar Zuidoost-Azië.
De Portugezen waren soms wrede overheersers; al moordend en plunderend trokken ze door de straten. Ze bouwden langs de kustlijn een hele reeks forten, onder meer in Fujairah en Dibba.
Pas op het einde van de zestiende eeuw verzwakte Portugals invloed in Oost-Arabië. Door de grote concurrentie, vooral van de Britten, verloor Portugal zijn handelsmonopolie in het oosten.
In 1650 slaagde imam Sultan ibn Saif van Oman erin de Portugezen definitief uit Oman en de andere sjeikdommen te verdrijven.

## Qawasim
In de tweede helft van de achttiende eeuw vestigden de Qawasim en de Bani Yas-stammen zich aan de kust van de Emiraten. Oude vetes tussen Oman en Ras al-Khaimah, dat door de Qawasim werd geregeerd, laaiden hoog op. Deze stam maakte ook de kust erg onveilig voor Britse en Omanitische schepen, hetgeen de kust de bijnaam Piratenkust opleverde.
Het leger van Mohammed ibn Abdul-Wahhab uit Arabië vormde ook een bedreiging. Ze onderwierpen de Qawasim en namen Buraimi en de kustvlakte van Batinah in.
In 1804 stierf de sultan en de macht werd verdeeld over zijn twee zonen: Said en Salim. Said leefde het langst, tot 1856. Onder Said was het rijk enorm gegroeid en strekte het zich uit van Zanzibar tot Pakistan. De strijd tegen de Qawasim werd onder zijn heerschappij ook voortgezet. De Engelse vloot begon strafexpedities tegen de Qawasim in Ras al-Khaimah, onder het motto ‘veilige doorgang voor schepen’. In 1820 slaagden de Britten erin het Algemeen Vredesverdrag met de Qawasim te sluiten. Hierdoor kwam er eindelijk meer stabiliteit in de regio. De Britten kregen door dit verdrag ook het alleenrecht over de regio.

## Britse verdragsstaten
Eind 19e eeuw en begin 20e eeuw waren de sjeikdommen kleine enclaves voor parelduikers, vissers en woestijnbewoners. Sharjah had lange tijd een invloedrijke positie gehad, maar met het aantreden van sjeik Zayed de Grote (Zayed ibn Khalifa Al Nahyan) in Abu Dhabi ging dit sjeikdom de boventoon voeren.
In deze periode bloeide de parelhandel, die voor een zekere welvaart in het gebied zorgde. Maar met de opkomst van de kunstparels uit Japan zakte de plaatselijke handel in elkaar. Inmiddels was Dubai uitgegroeid tot een van de belangrijkste havens en handelscentra van de Golfregio.
De invloed van het Verenigd Koninkrijk nam nog toe na de Tweede Wereldoorlog. Naast de al jaren bestaande Resident Agent, een Arabier die de belangen van de Britten verdedigde, was er nu ook een Political Agent in Dubai, een vertegenwoordiger van de Britse regering, en later ook een Political Officer in Abu Dhabi. In 1951 werd de Trucial States Council gesticht, een raad van stamhoofden.

## Onafhankelijkheid
De ontdekking van olie in de Golfregio versterkte de positie van het gebied en bracht meer welvaart.
In 1968 kondigden de Britten hun terugtrekking uit de Emiraten aan met ingang van 1971. Op 2 december 1971 vormden zes emiraten (Abu Dhabi, Ajman, Dubai, Sharjah, Umm al-Quwain en Fujairah) gezamenlijk een onafhankelijke staat. Drie maanden later trad ook Ras al-Khaimah toe. Oman, Qatar en Bahrein haakten op het laatste moment af.
De zeven emiraten vormden nu één staat, maar de interne verdeeldheid bleef bestaan. Dit verklaart ook de grillige vormen van de grenzen. Abu Dhabi speelt vanaf het begin een belangrijke rol als rijkste emiraat, met ongeveer 80% van de olie-inkomsten en ook het grootste met 80% van het oppervlak. Sjeik Zayid bin Sultan al Nuhayyan van het emiraat wordt de eerste president en sjeik Rasjid bin Saïd Al Maktoem van Dubai wordt de vicepresident. De overige vijf emirs hebben ook zitting in de Opperste Raad ((en) Supreme Council of Rulers) waar de belangrijkste besluiten worden genomen.

## Huidige situatie
Op 2 november 2004 stierf de eerste president van de VAE, Sjeik Zayid bin Sultan al Nuhayyan. Zijn oudste zoon, Khalifa bin Zayed Al Nahayan volgde hem op als de leider van Abu Dhabi. The 'Supreme Council of Rulers' koos, zoals de grondwet dat voorschrijft, Al Nahayan als officiële president. Daarop werd Mohammed bin Zayed al Nahayan de nieuwe kroonprins van Abu Dhabi.
De Emiraten verzorgen gezamenlijk het wegennet, het telefoon- en postverkeer en een federaal leger. Er zijn geen belastingen en bovendien zijn huisvesting, onderwijs en gezondheidszorg kosteloos. De eeuwige rivaliteit tussen de emiraten (vooral Abu Dhabi en Dubai) veroorzaakt veel verspilling. Ze willen meer luchthavens, havens, fabrieken enzovoort dan rendabel is. De modernisering van de Verenigde Arabische Emiraten verloopt in een ongezien hoog tempo. Enorme bouwprojecten als The World en de Palmeilanden in Dubai getuigen hiervan.
Khalifa kreeg in 2014 een beroerte en kampte nadien met een zwakke gezondheid, en werd zijn halfbroer en kroonprins Mohammed bin Zayed Al Nahyan de feitelijke leider van de Verenigde Arabische Emiraten.
Op 15 september 2020 normaliseerde het land zijn betrekking met Israël door het ondertekenen van de zogenaamde Abraham-akkoorden.
President Khalifa overleed op 13 mei 2022 op 73-jarige leeftijd. Direct na het overlijden van Khalifa werd Mohammed emir van Abu Dhabi en een dag later werd hij unaniem gekozen tot de nieuwe president van de Emiraten.